# Cataño
Cataño – miasto w północnej części Portoryko, w aglomeracji San Juan. Zostało założone w 1927. Jest siedzibą gminy Cataño. Według danych szacunkowych na rok 2000 liczy 30 071 mieszkańców. Burmistrzem miasta jest Wilson Soto.